# Podismopsis gynaemorpha
Podismopsis gynaemorpha är en insektsart som beskrevs av Ikonnikov 1911. Podismopsis gynaemorpha ingår i släktet Podismopsis och familjen gräshoppor. Inga underarter finns listade i Catalogue of Life.